# Irrsberg
Der Irrsberg ist ein 844 m ü. A. hoher Berg am Alpennordrand bei Straßwalchen im Land Salzburg an der Grenze zu Oberösterreich.

## Lage und Landschaft
Der Berg ist eine sanfte Kuppe, die die Verlängerung des Kolomansberges nach Norden in das Alpenvorland darstellt. Bei Straßwalchen nördlich enden die Alpen dann orographisch, und es folgen Tannberg (geologisch noch ein Teil der Alpen) und Hausruck-und-Kobernaußerwald-Zug (Alpenvorland).
Der Berg entwässert über den Irrsdorfer Bach östlich und Seizbach vom Sattel – Pfongauer Bach westlich vollständig über Hainbach – Schwemmbach zur Mattig und zum Inn bei Braunau, gehört hydrographisch also zum Alpenvorland.
Der Gipfel ist nur rund 500 Meter von der oberösterreichischen Landesgrenze entfernt, die über seine Südostschulter verläuft.
Um den Berg liegen als größere Orte Pfongau bei Neumarkt am Wallersee und Steindorf westlich, Straßwalchen nordwestlich, Irrsdorf direkt am Fuß nordöstlich und Oberhofen (Gemeinde Oberhofen am Irrsee) östlich.
Zum Kolomansberg (1114 m ü. A.) südlich leitet eine Einsattelung (656 m ü. A.), die  nach der südlich liegenden Kirche Sommerholz Sommerholzer Sattel genannt wird, meist schlicht Sommerholz als Gegend.

## Geologie
Der Berg gehört zur Zementmergelserie (Coniacium–Campanium, mittlere Oberkreide, ca. 90–70 Mio. Jahre alt) der Flyschzone, südlich liegt Altlengbach-Formation (Maastrichtium–Thanetium, Wende Kreide/Paläozän, 70–50 Mio. Jahre). Diese tektonische Diskordanz setzt sich im Kogler Berg und Schoibernberg auf der anderen Irrseeseite fort.
Der Irrsberg markiert die Stelle, an der sich der Lobus des Salzachgletschers, der das Salzburger Seengebiet geprägt hat („Wallerseegletscher“), und der des Traungletschers, der das Mondseeland ausgefurcht hat (lokal als „Mondseegletscher“ oder „Irrseegletscher“ bezeichnet), trafen.
In der  Mindel- (vor um 450.000 Jahren) und Riß-Kaltzeit (vor etwa 200.000 Jahren)
waren Irrsberg wie auch Koglerberg–Schoibernberg gegenüber typische Nunataks, aus der Eismasse herausragende Felsinseln.
Den ganzen Ostfuß entlang auf etwa 500–650 m ü. A. verlaufen die jüngeren Riß-Randmoränen des Irrseegletschers, im Westen liegen teils Grund-, teils Randmoränen. Von den höheren Mindel-Schottern (um 700 m) hat sich ein Rest am Sommerholzer Sattel erhalten.
Die Nordostflanke bei Taigen ist eine alte Rutschmasse.

## Erschließung
Der Berg ist von allen Seiten leicht zu ersteigen, ein Forstweg führt von Steindorf bis auf den Gipfel. Am Gipfel befindet sich eine betonierte Fläche des Bundesheeres auf der auch zeitweise eine Radaranlage stationiert ist.